# 吕希周
吕希周，字师旦，号东汇，浙江承宣布政使司嘉兴府崇德县（今浙江桐乡市崇福镇）人，明朝政治人物。

## 生平
嘉靖四年（1525年）乙酉科浙江鄉試第七名舉人，嘉靖五年（1526年），聯捷丙戌科进士，授户部主事，官至左通政。嘉靖修筑崇德城墙时吕希周建议将京杭大运河改道东向绕城，东面以运河兼作护城河，既通舟楫，又利防卫，人称“崇德吕希周，直塘改作兜”。

## 著作
有《东汇诗集》。